# Marathon der 3 Länder am Bodensee
Der Marathon der 3 Länder am Bodensee (derzeit offizieller Name Sparkasse 3-Länder-Marathon) ist ein jährlich Anfang Oktober ausgetragener Marathonlauf, der von der Bodensee-Insel von Lindau über die Schweiz ins Ziel nach Bregenz führt. Die Strecke führt durch alle drei an den Bodensee angrenzenden Länder, Deutschland, Österreich und die Schweiz.

## Geschichte und Organisation
Der Marathon fand zunächst von 2001 bis 2005 unter dem Namen „3-Länder-Marathon“ im Oktober statt.
Auf Initiative der Organisatoren Bruno Ofner und Ewald Rümmele wurde am 7. Oktober 2001 der erste „3-Länder-Marathon“ ins Leben gerufen. Schon bald entwickelte sich der Marathon zu einer der größten Laufveranstaltungen Österreichs, die zweimal zum schönsten Marathon Österreichs gewählt wurde. Aufgrund des hohen (ehrenamtlichen) Zeitaufwands und aus beruflichen Gründen suchten die Organisatoren einen Veranstalter, der den Marathon weiterführte.
Nach einem Jahr Pause übernahm die Sparkasse Bregenz die komplette Organisationsstruktur der Veranstaltung. Das Konzept und die Streckenführung werden heute zum größten Teil noch in der ursprünglichen Form weitergeführt.
Nachdem der Lauf zwischenzeitlich eingestellt worden war, fand er 2007 mit der Sparkasse Bregenz als neuem Veranstalter zunächst unter dem offiziellen Namen „Sparkasse-Marathon im Dreiländereck am Bodensee“ wieder statt. 2010 wurde sie Veranstaltung in „Sparkasse-Marathon der 3 Länder am Bodensee“ umbenannt. Zum Programm gehören auch ein Halb- und ein Viertelmarathon sowie Nordic-Walking und eine Staffelwertung.
2009 konnte mit 5014 Startern ein neuer Teilnehmerrekord aufgestellt werden und 2014 gingen knapp 6000 Läuferinnen und Läufer aus 63 Nationen an den Start.
Am Vortag der Hauptbewerbe findet in Bregenz der „Kindermarathon“ statt. 2017 nahmen rund 2300 Mädchen und Knaben teil.
Die 17. Auflage des Marathon fand hier am 7. Oktober 2018 statt und es waren etwa 9000 Teilnehmer am Start. Erstmals wurden die Schweizer Marathonmeister im Rahmen des 3-Länder-Marathons ermittelt. Armin Flückiger, der lange auf Platz drei lag, überholte auf dem letzten Streckenstück den Führenden und amtierenden österreichischen Marathon-Staatsmeister Isaac Kosgei, gewann mit einer neuen persönlichen Bestzeit von 2:22:44 h und wurde damit auch Schweizermeister. Bei den Frauen lief die Vorarlbergerin Sandra Urach mit einer Zeit von 2:47:57 h Sieg – zum zweiten Mal nach 2014. Sie gewann vor der Schweizerin Claudia Bernasconi, die mit ihrem zweiten Platz Schweizermeisterin wurde.
Die für den 4. Oktober 2020 geplante Austragung wurde im August aufgrund der COVID-19-Pandemie abgesagt. 2022 wurden sowohl bei den Frauen wie auch bei den Männern neue Streckenrekorde auf der Marathondistanz eingestellt.
Die letzte und 21. Austragung war am 8. Oktober 2023 und es waren etwa 6300 Läufer am Start. Der Streckenrekord auf der Marathondistanz bei den Männern wurde durch den Kenianer Mark Kosgei Kiptoo verbessert auf 2:09:15 Stunden.

## Streckenführung

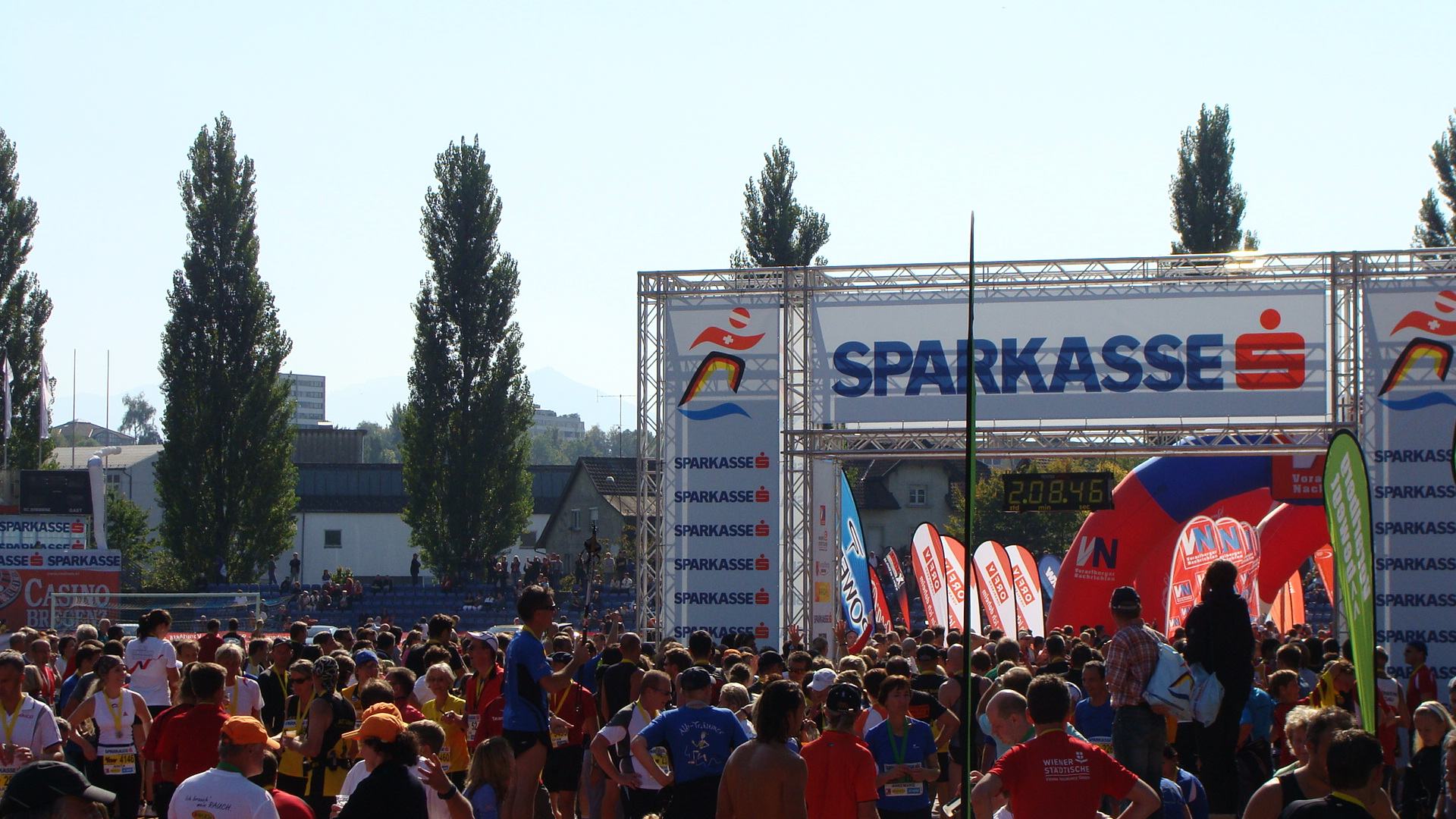
Zielbereich des Sparkasse-Marathon in Bregenz, 2009

Der Start ist auf der Insel von Lindau. Von dort verläuft der Kurs entlang des Bodensees über Lochau, Bregenz, Hard und Fußach nach Höchst. Über den Alten Rhein geht es in die Schweizer Gemeinde St. Margrethen und dann entlang des Neuen Rheins zurück nach Fußach und durch das Kloster Mehrerau weiter zum Ziel im Casino-Stadion in Bregenz.

## Statistik

### Streckenrekorde
Marathon
- Männer: 2:09:25 h, Benard Kipkorir (KEN), 2022
- Frauen: 2:30:02 h, Aynalem Kashun  (KEN), 2022

Halbmarathon
- Männer: 1:03:15 h, Joel Maina Mwangi (KEN), 2011
- Frauen: 1:14:42 h, Lilian Chelimo (KEN), 2003

### Siegerlisten

#### Marathon
| Datum         | Männer                                    | Zeit (h)                                  | Frauen                                    | Zeit (h)                                  |
| ------------- | ----------------------------------------- | ----------------------------------------- | ----------------------------------------- | ----------------------------------------- |
| 13. Okt. 2024 | Mark Kosgei Kiptoo -2-                    | 2:10:48                                   | Helen Bekele Tola                         | 2:26:08                                   |
| 8. Okt. 2023  | Mark Kosgei Kiptoo                        | 2:09:15                                   | Zewoldemariam Kebebush Yisma              | 2:31:04                                   |
| 9. Okt. 2022  | Benard Kipkorir                           | 2:09:25                                   | Aynalem Kashun                            | 2:30:02                                   |
| 10. Okt. 2021 | Isaac Kosgei                              | 2:19:18                                   | Katharina Kaiser                          | 3:09:36                                   |
| 4. Okt. 2020  | (aufgrund der COVID-19-Pandemie abgesagt) | (aufgrund der COVID-19-Pandemie abgesagt) | (aufgrund der COVID-19-Pandemie abgesagt) | (aufgrund der COVID-19-Pandemie abgesagt) |
| 6. Okt. 2019  | Patrik Wägeli                             | 2:17:51                                   | Sandra Urach -3-                          | 2:42:33                                   |
| 7. Okt. 2018  | Armin Flückiger                           | 2:22:41                                   | Sandra Urach -2-                          | 2:47:54                                   |
| 8. Okt. 2017  | Ahmed El Jaddar                           | 2:21:29                                   | Brendah Kebeya                            | 2:40:21                                   |
| 9. Okt. 2016  | Oliver Hoffmann                           | 2:29:06                                   | Ivana Iozzia                              | 2:40:05                                   |
| 4. Okt. 2015  | Tadesse Dabi                              | 2:13:44                                   | Kathrin Müller                            | 2:50:48                                   |
| 5. Okt. 2014  | Francis Ngare                             | 2:11:42                                   | Sandra Urach                              | 2:50:33                                   |
| 6. Okt. 2013  | Richard Kiprono Bett                      | 2:12:45                                   | Esther Wanjiru Macharia                   | 2:30:50                                   |
| 7. Okt. 2012  | Titus Kipchumba Kosgei                    | 2:14:25                                   | Edna Kimaiyo                              | 2:35:27                                   |
| 2. Okt. 2011  | Mariko Kiplagat Kipchumba                 | 2:11:21                                   | Susanne Pumper                            | 2:38:24                                   |
| 3. Okt. 2010  | Evans Kamromboi                           | 2:17:36                                   | Hellen Jemaiyo Kimutai                    | 2:43:35                                   |
| 4. Okt. 2009  | Samson Suparimuk                          | 2:15:59                                   | Selina Chemunge Chelimo                   | 2:37:59                                   |
| 5. Okt. 2008  | Christian Pflügl                          | 2:23:30                                   | Ursula Bredlinger                         | 2:49:06                                   |
| 7. Okt. 2007  | Johannes Hasslinger                       | 2:37:24                                   | Petra Summer                              | 2:59:22                                   |
| 2006          | (keine Austragung)                        | (keine Austragung)                        | (keine Austragung)                        | (keine Austragung)                        |
| 2. Okt. 2005  | Fredi Marti                               | 2:32:05                                   | Manuela Chiesa                            | 2:56:21                                   |
| 3. Okt. 2004  | Richard Mutai                             | 2:16:42                                   | Mary Ptikany                              | 2:45:32                                   |
| 5. Okt. 2003  | Marek Jaroszewski                         | 2:19:45                                   | Eva Trost                                 | 2:50:12                                   |
| 6. Okt. 2002  | Thomas Braukmann                          | 2:30:51,1                                 | Bernadette Rothmüller                     | 3:08:05,0                                 |
| 7. Okt. 2001  | Christian Gleirscher                      | 2:34:55,4                                 | Birgit Lennartz                           | 3:05:04,6                                 |

#### Halbmarathon
| Jahr | Männer                                    | Zeit                                      | Frauen                                    | Zeit                                      |
| ---- | ----------------------------------------- | ----------------------------------------- | ----------------------------------------- | ----------------------------------------- |
| 2024 | Robin Habermann                           | 1:09:19                                   | Valerie Moser                             | 1:19:58                                   |
| 2022 | Tim Hübscher                              | 1:09:47                                   | Selina Ummel                              | 1:15:22                                   |
| 2021 | Fabian Benz                               | 1:12:11                                   | Fabienne Vonlanthen                       | 1:18:11                                   |
| 2020 | (aufgrund der COVID-19-Pandemie abgesagt) | (aufgrund der COVID-19-Pandemie abgesagt) | (aufgrund der COVID-19-Pandemie abgesagt) | (aufgrund der COVID-19-Pandemie abgesagt) |
| 2019 | Nando Baumann -2-                         | 1:09:55                                   | Michele Gantner                           | 1:15:46                                   |
| 2018 | Lorenz Baum                               | 1:08:39                                   | Sandra Morchner                           | 1:18:31                                   |
| 2017 | Benedikt Hoffmann                         | 1:08:50                                   | Verena Cerna                              | 1:21:01                                   |
| 2016 | Nando Baumann                             | 1:11:08                                   | Veronica Hähnle-Pohl                      | 1:16:53                                   |
| 2015 | Johannes Hillebrand                       | 1:08:17                                   | Michèle Gantner                           | 1:17:15                                   |
| 2014 | Christoph Schefer                         | 1:05:37                                   | Kathrin Müller                            | 1:21:50                                   |
| 2013 | Anđelko Rističević                        | 1:10:19                                   | Sabine Reiner -2-                         | 1:16:32                                   |
| 2012 | Christoph Kuhm                            | 1:11:25                                   | Sabine Reiner                             | 1:16:42                                   |
| 2011 | Joel Maina Mwangi                         | 1:03:15                                   | Edna Kimaiyo                              | 1:16:06                                   |
| 2010 | Jonathan Koilege                          | 1:05:10                                   | Dorcas Kangogo                            | 1:15:46                                   |
| 2009 | Iwan Babaryka -2-                         | 1:06:19                                   | Bernadette Pichlmaier -2-                 | 1:15:06                                   |
| 2008 | Iwan Babaryka                             | 1:08:45                                   | Bernadette Pichlmaier                     | 1:16:35                                   |
| 2007 | Anton Lautenschlager                      | 1:15:21                                   | Bernadette Meier-Brändle                  | 1:19:48                                   |
| 2006 | (keine Austragung)                        | (keine Austragung)                        | (keine Austragung)                        | (keine Austragung)                        |
| 2005 | Lukas Stähli                              | 1:09:35                                   | Sarka Angenend                            | 1:24:38                                   |
| 2004 | Laban Chege                               | 1:03:29                                   | Petra Maak                                | 1:17:20                                   |
| 2003 | Mykola Rudyk                              | 1:05:33                                   | Lilian Chelimo                            | 1:14:42                                   |
| 2002 | Peter Schoissengeier                      | 1:11:27,3                                 | Marie-Luise Heilig-Duventäster -2-        | 1:20:29,5                                 |
| 2001 | Helmut Schießl                            | 1:12:13,4                                 | Marie-Luise Heilig-Duventäster            | 1:28:21,7                                 |

#### Viertelmarathon
| Jahr | Männer                                    | Zeit                                      | Frauen                                    | Zeit                                      |
| ---- | ----------------------------------------- | ----------------------------------------- | ----------------------------------------- | ----------------------------------------- |
| 2024 |                                           |                                           |                                           |                                           |
| 2020 | (aufgrund der COVID-19-Pandemie abgesagt) | (aufgrund der COVID-19-Pandemie abgesagt) | (aufgrund der COVID-19-Pandemie abgesagt) | (aufgrund der COVID-19-Pandemie abgesagt) |
| 2019 | Leon Pauger                               | 35:47                                     | Sabine Hauswirth                          | 38:51                                     |
| 2018 | Patrick Wägeli                            | 33:55                                     | Katrin Reischmann                         | 38:41                                     |
| 2017 | Gianmarco Bazzoni                         | 35:00                                     | Julia Galuschka                           | 40:02                                     |
| 2015 | Jakob Mayer -2-                           | 36:02                                     | Denise Neufert                            | 44:38                                     |
| 2014 | Jakob Mayer                               | 35:55                                     | Sabine Buxhofer                           | 43:32                                     |
| 2007 | Bruno Stadelmann                          | 42:25                                     | Brigitte Schoch                           | 47:44                                     |

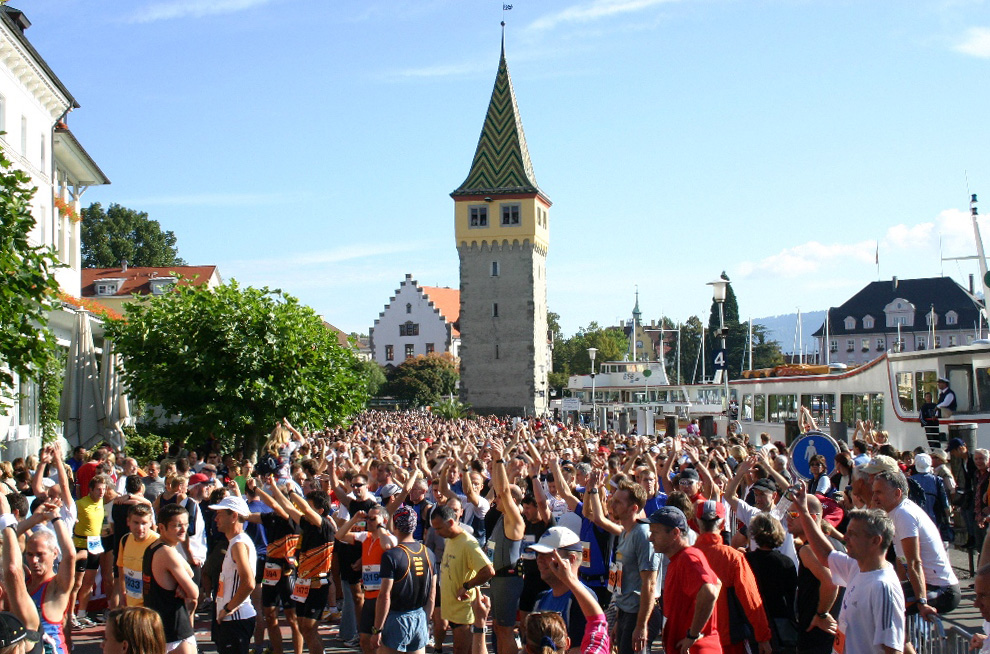
Vor dem Start des 3-Länder-Marathons in Lindau (2004)
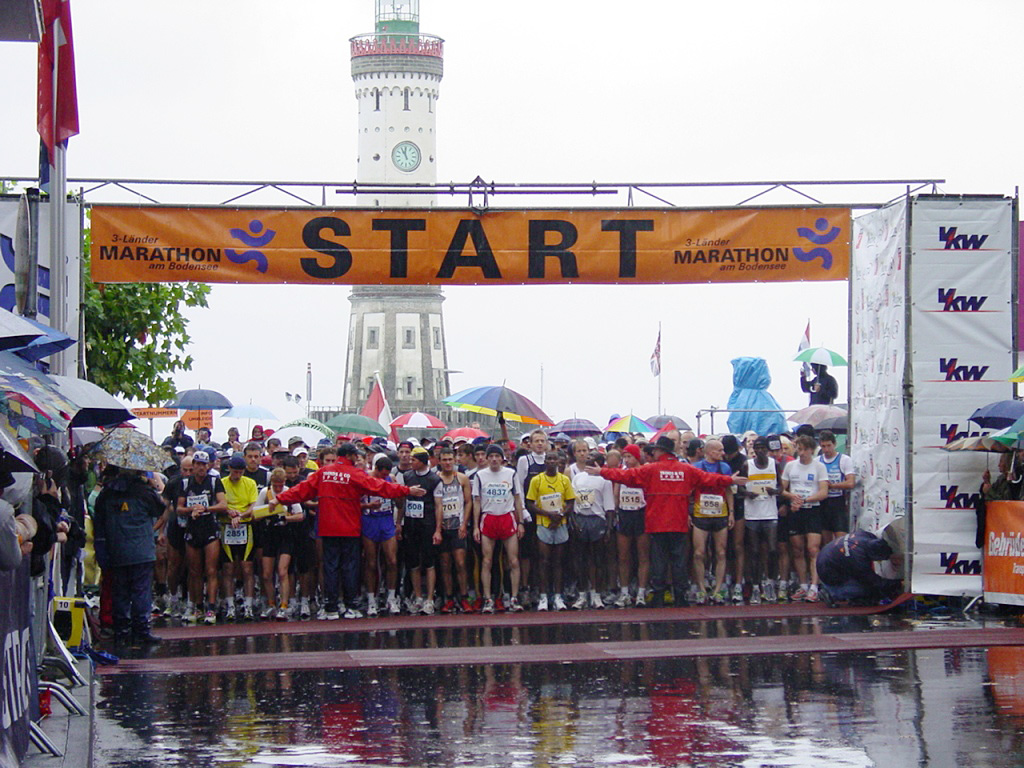
Start im Regen: 3-Länder-Marathon (2003)
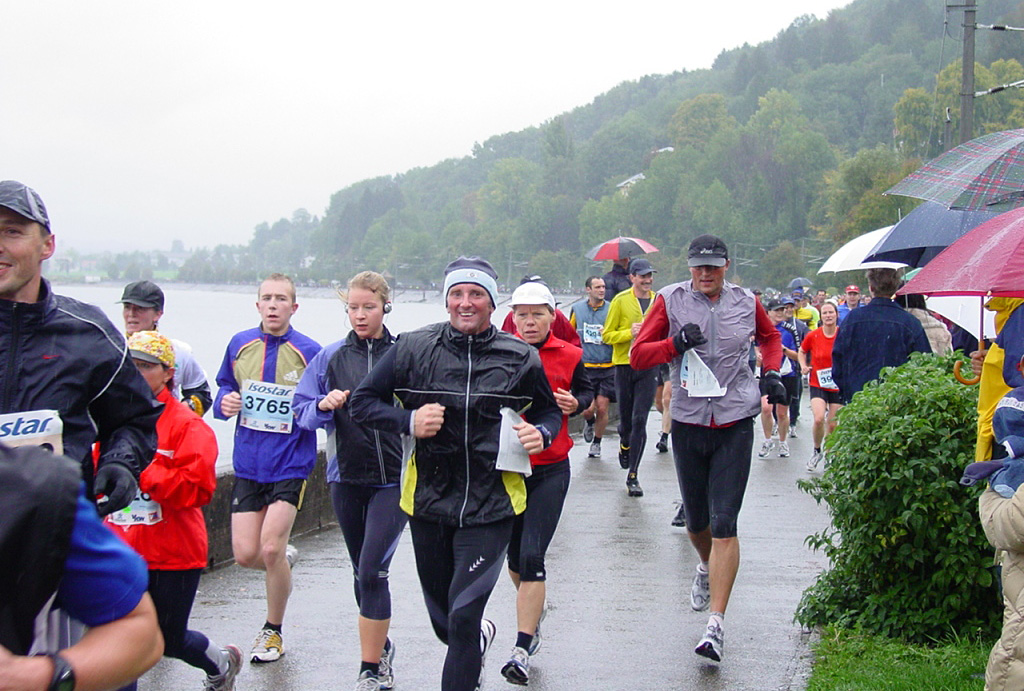
Abschnitt des Marathons auf der Pipeline bei Bregenz (2003)
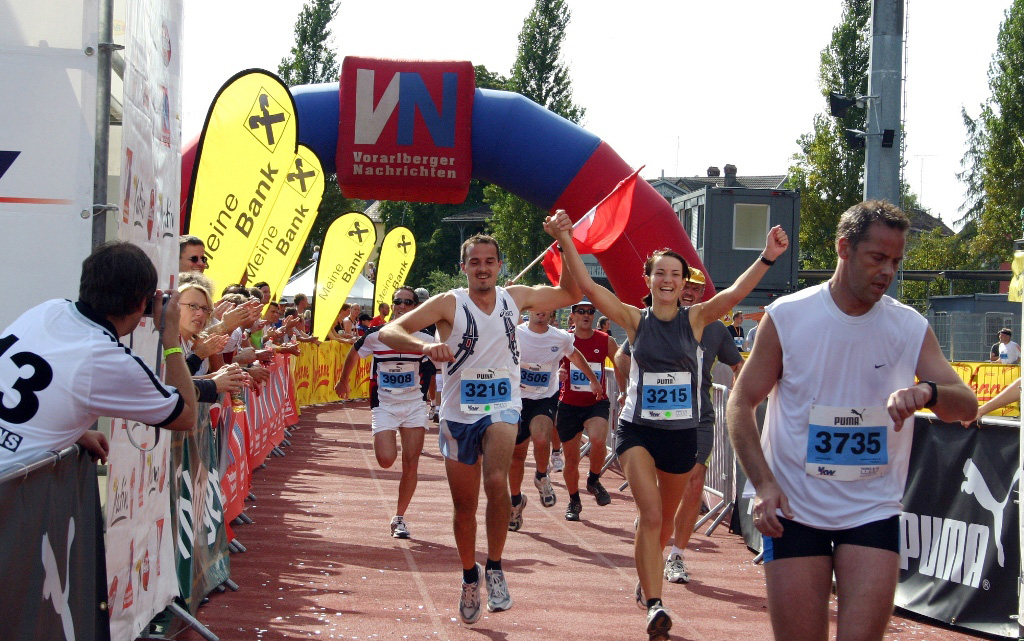
Zieleinlauf im Casinostadion (2004)